# Portulaca massaica
Portulaca massaica är en portlakväxtart som beskrevs av Sylvia Mabel Phillips. Portulaca massaica ingår i släktet portlaker, och familjen portlakväxter. Inga underarter finns listade i Catalogue of Life.